# Küçükkoraş, Ayrancı
Küçükkoraş là một xã thuộc huyện Ayrancı, tỉnh Karaman, Thổ Nhĩ Kỳ. Dân số thời điểm năm 2011 là 232 người.